# Корато
Корато (італ. Corato) — муніципалітет в Італії, у регіоні Апулія,  метрополійне місто Барі.
Корато розташоване на відстані близько 340 км на схід від Рима, 40 км на захід від Барі.
Населення — 48 506 осіб (2014).
Щорічний фестиваль відбувається 10 травня. Покровитель — San Cataldo.

## Демографія
Населення за роками:

Станом на 1 січня 2023 року в муніципалітеті офіційно проживало 1409 іноземців з 63 країн, серед них 339 громадян країн Євросоюзу та 19 громадян України.

## Сусідні муніципалітети
- Андрія
- Бішельє
- Руво-ді-Пулья
- Трані
- Альтамура